# Nikolas van Wijk
Nicolaas van Wijk (ur. 17 października 1880, zm. 7 kwietnia 1941) – holenderski językoznawca, slawista.

## Życiorys
W 1913 r. został mianowany profesorem slawistyki na Uniwersytecie w Lejdzie. Od 1921 r. był członkiem Polskiej Akademii Umiejętności, a także Królewskiej Holenderskiej Akademii Sztuk i Nauk. Był przedstawicielem szkoły młodogramatyków, w ostatnich latach życia skierował się w stronę strukturalizmu.
Jego główne prace dotyczą języków bałtyckich, słowiańskich, fonetyki, fonologii, akcentologii i dialektologii języków słowiańskich. Można wśród nich wymienić:
- Die baltischen und slawischen Akzent- und Intonationssysteme (1923)[1]
- Die tschechisch-polnischen Übergangsdialekte... (1928)
- Les langues slaves: de l’unit à la pluralité (1939)[1].

## Odznaczenia
- Złoty Wawrzyn Akademicki (4 listopada 1937)[4]